# هاملين (نيويورك)
هاملين (بالإنجليزية: Hamlin, New York)‏ هي بلدة أمريكية تقع في الولايات المتحدة في نيويورك (ولاية). يقدر عدد سكانها بـ 9,045 نسمة .